# Станиславовский сельсовет
Станиславовский сельсовет (белор. Станіславоўскі сельсавет) — административная единица на территории Шарковщинского района Витебской области Республики Беларусь. Административный центр — деревня Станиславово.

## История
Образован 6 августа 1970 года. 10 октября 2013 года в состав сельсовета вошли шесть населённых пунктов упразднённого Воложинского сельсовета.

## Состав
Станиславовский сельсовет включает 23 населённых пункта:
- Агальница Большая — деревня
- Алашки Большие — деревня
- Александрово — хутор
- Васюки — агрогородок
- Галово — деревня
- Гриблы — деревня
- Дубовое — деревня
- Жданы — деревня
- Жуковщина — деревня
- Земцы — деревня
- Куриловичи — деревня
- Лабути — деревня
- Лонск — деревня
- Мельница — деревня
- Мишуты — деревня
- Оболонь — хутор
- Ольховцы — деревня
- Петровичи — деревня
- Пялики — агрогородок
- Семеновичи — деревня
- Станиславово — деревня
- Холоповщина — хутор
- Чуйки — деревня

## Культура
- Мемориальный музей садовода-селекционера И. П. Сикоры в д. Алашки Большие